# Raimo Lindholm
Raimo Allan Lindholm (Helsinki, 17 novembre 1931 – Helsinki, 20 novembre 2017) è stato un cestista finlandese.

## Carriera
Con la Finlandia ha disputato due edizioni dei Giochi olimpici (Helsinki 1952 e Tokyo 1964) e sei dei Campionati europei.